# Marvin Webster
Marvin Nathaniel Webster (Baltimore, Maryland, 13 de abril de 1952-Tulsa, Oklahoma, 4 de abril de 2009) fue un jugador de baloncesto estadounidense que jugó 9 temporadas en la NBA y una más en la ABA. Con 2,16 metros de altura, lo hacía en la posición de pívot.

## Trayectoria deportiva

### Universidad
Jugó durante cuatro temporadas con los Bears de la Universidad de Morgan State, en las que promedió 17,2 puntos y 19,7 rebotes por partido. Fue el jugador clave para la consecución del Campeonato de la División II de la NCAA en 1974, en una temporada en la que promedió 21 puntos, 22,4 rebotes y 8 tapones por partido. Los totales de su carrera, 1990 puntos y 2267 rebotes son todavía hoy en día récords de su universidad.

### Profesional
Fue elegido en la tercera posición del Draft de la NBA de 1975 por Atlanta Hawks, y en el número 1 del draft de la ABA por Denver Nuggets, eligiendo jugar para estos últimos. En su primera temporada como profesional se le diagnosticó una hepatitis, lo que hizo que solo disputara 38 partidos, en los que promedió 4,3 puntos y 4,3 rebotes por partido.
Al año siguiente el equipo se incorporó a la NBA, donde jugó una temporada más, siendo traspasado al año siguiente junto con Paul Silas y Willie Wise a Seattle Supersonics, a cambio de Tom Burleson, Bob Wilkerson y una futura ronda del draft. En los Sonics ocupó el puesto de pívot titular, y allí jugaría su mejor temporada como profesional, ayudando al equipo a llegar a las Finales de la NBA con 14,0 puntos, 12,6 rebotes y 2,0 tapones, acabando en la novena posición de los mejores reboteadores de la liga.
Tras esa temporada, firmó como agente libre un contrato multimillonario por cinco temporadas con los New York Knicks, quienes en compensación tuvieron que traspasar a Lonnie Shelton, en una operación que levantó muchas polémicas en ambos clubes, y que se resolvió con una multa de 450.000 dólares y una futura primera ronda del draft al equipo neoyorquino por parte del entonces Comisionado Larry O'Brien, logrando en los tribunales que al final se quedara sólo con la multa. Su mejor temporada fue la primera, como titular, promediando 11,3 puntos y 10,9 rebotes, pero la llegada de Bill Cartwright al equipo al año siguiente le relegó al banquillo. Sus minutos en pista descendieron, y por tanto sus estadísticas durante las siguientes cinco temporadas que permaneció en los Knicks. Su pérdida de minutos y las secuelas de su enfermedad hicieron que al finalizar la temporada 1983-84 se retirara.
Tras dos años alejado de las pistas, volvió en 1986 fichando como agente libre por Milwaukee Bucks, donde jugaría sus últimos 15 partidos antes de retirarse definitivamente.

## Estadísticas de su carrera en la NBA y la ABA

### Temporada regular
| Temp.   | Edad | Equipo    | Liga  | P   | TIT | MIN  | TC  | TCA  | %TC  | 3P  | 3PA | %3P   | TL  | TLA | %TL  | R.OF. | R.DEF. | REB  | ASIS | ROB | TAP | PER | FP  | PTS  |
| 1975-76 | 23   | Denver    | ABA   | 38  |     | 10.5 | 1.4 | 3.2  | .458 | 0.0 | 0.0 | .000  | 1.4 | 2.1 | .705 | 1.7   | 2.9    | 4.6  | 0.8  | 0.2 | 1.4 | 1.0 | 1.6 | 4.3  |
| 1976-77 | 24   | Denver    | NBA   | 80  |     | 16.0 | 2.5 | 5.0  | .495 |     |     |       | 1.8 | 2.8 | .650 | 1.9   | 4.2    | 6.1  | 0.8  | 0.3 | 1.5 |     | 1.9 | 6.7  |
| 1977-78 | 25   | Seattle   | NBA   | 82  |     | 35.5 | 5.2 | 10.4 | .502 |     |     |       | 3.5 | 5.6 | .629 | 4.4   | 8.2    | 12.6 | 2.5  | 0.6 | 2.0 | 3.1 | 3.2 | 14.0 |
| 1978-79 | 26   | New York  | NBA   | 60  |     | 33.8 | 4.4 | 9.3  | .473 |     |     |       | 2.5 | 4.4 | .573 | 3.3   | 7.6    | 10.9 | 2.9  | 0.4 | 1.9 | 2.8 | 3.1 | 11.3 |
| 1979-80 | 27   | New York  | NBA   | 20  |     | 14.9 | 1.9 | 4.0  | .481 | 0.0 | 0.0 |       | 0.6 | 0.8 | .750 | 1.4   | 2.6    | 4.0  | 0.5  | 0.2 | 0.6 | 1.0 | 2.0 | 4.4  |
| 1980-81 | 28   | New York  | NBA   | 82  |     | 20.8 | 1.9 | 4.2  | .466 | 0.0 | 0.0 | .250  | 1.3 | 2.0 | .638 | 2.0   | 3.7    | 5.7  | 0.9  | 0.3 | 1.2 | 1.3 | 2.3 | 5.2  |
| 1981-82 | 29   | New York  | NBA   | 82  | 32  | 23.0 | 2.4 | 4.9  | .491 | 0.0 | 0.0 |       | 1.3 | 2.1 | .635 | 2.2   | 3.7    | 6.0  | 1.2  | 0.3 | 1.1 | 1.1 | 2.6 | 6.2  |
| 1982-83 | 30   | New York  | NBA   | 82  | 0   | 18.0 | 2.0 | 4.0  | .508 | 0.0 | 0.0 | .000  | 1.3 | 2.2 | .589 | 2.1   | 3.3    | 5.4  | 0.6  | 0.4 | 1.6 | 1.2 | 2.6 | 5.4  |
| 1983-84 | 31   | New York  | NBA   | 76  | 5   | 17.0 | 1.5 | 3.1  | .469 | 0.0 | 0.0 |       | 0.9 | 1.5 | .564 | 1.9   | 2.9    | 4.8  | 0.7  | 0.4 | 1.3 | 1.1 | 2.5 | 3.8  |
| 1986-87 | 34   | Milwaukee | NBA   | 15  | 0   | 6.8  | 0.7 | 1.3  | .526 | 0.1 | 0.1 | 1.000 | 0.4 | 0.5 | .750 | 0.8   | 0.9    | 1.7  | 0.2  | 0.2 | 0.5 | 0.5 | 1.1 | 1.8  |
| Total   |      |           | TOTAL | 617 | 37  | 21.7 | 2.6 | 5.4  | .488 | 0.0 | 0.0 | .286  | 1.7 | 2.7 | .621 | 2.4   | 4.4    | 6.8  | 1.2  | 0.4 | 1.4 | 1.6 | 2.4 | 7.0  |
|         |      |           | NBA   | 579 | 37  | 22.4 | 2.7 | 5.6  | .489 | 0.0 | 0.0 | .333  | 1.7 | 2.8 | .617 | 2.5   | 4.5    | 7.0  | 1.2  | 0.4 | 1.4 | 1.7 | 2.5 | 7.1  |
|         |      |           | ABA   | 38  |     | 10.5 | 1.4 | 3.2  | .458 | 0.0 | 0.0 | .000  | 1.4 | 2.1 | .705 | 1.7   | 2.9    | 4.6  | 0.8  | 0.2 | 1.4 | 1.0 | 1.6 | 4.3  |

### Playoffs
| Temp.   | Edad | Equipo   | Liga  | P  | MIN  | TCA | TC  | 3PA | 3P | TLA | TL  | R.OF. | REB | ASIS | ROB | TAP | PER | FP  | PTS | %TC  | %3P | %FT  | MIN  | PTS  | REB  | AST |
| 1975-76 | 23   | Denver   | ABA   | 13 | 155  | 21  | 50  | 0   | 0  | 15  | 28  | 24    | 71  | 9    | 1   | 14  | 15  | 28  | 57  | .420 |     | .536 | 11.9 | 4.4  | 5.5  | 0.7 |
| 1976-77 | 24   | Denver   | NBA   | 6  | 96   | 13  | 26  |     |    | 4   | 6   | 14    | 40  | 3    | 2   | 11  |     | 12  | 30  | .500 |     | .667 | 16.0 | 5.0  | 6.7  | 0.5 |
| 1977-78 | 25   | Seattle  | NBA   | 22 | 904  | 137 | 280 |     |    | 81  | 120 | 95    | 289 | 58   | 6   | 58  | 74  | 76  | 355 | .489 |     | .675 | 41.1 | 16.1 | 13.1 | 2.6 |
| 1980-81 | 28   | New York | NBA   | 2  | 63   | 6   | 12  | 0   | 0  | 0   | 4   | 4     | 10  | 1    | 0   | 1   | 3   | 6   | 12  | .500 |     | .000 | 31.5 | 6.0  | 5.0  | 0.5 |
| 1982-83 | 30   | New York | NBA   | 6  | 115  | 7   | 18  | 0   | 0  | 14  | 22  | 13    | 28  | 3    | 0   | 7   | 4   | 18  | 28  | .389 |     | .636 | 19.2 | 4.7  | 4.7  | 0.5 |
| 1983-84 | 31   | New York | NBA   | 12 | 204  | 14  | 29  | 0   | 0  | 9   | 15  | 24    | 56  | 3    | 4   | 17  | 2   | 32  | 37  | .483 |     | .600 | 17.0 | 3.1  | 4.7  | 0.3 |
| Total   |      |          | TOTAL | 61 | 1537 | 198 | 415 | 0   | 0  | 123 | 195 | 174   | 494 | 77   | 13  | 108 | 98  | 172 | 519 | .477 |     | .631 | 25.2 | 8.5  | 8.1  | 1.3 |
|         |      |          | NBA   | 48 | 1382 | 177 | 365 | 0   | 0  | 108 | 167 | 150   | 423 | 68   | 12  | 94  | 83  | 144 | 462 | .485 |     | .647 | 28.8 | 9.6  | 8.8  | 1.4 |
|         |      |          | ABA   | 13 | 155  | 21  | 50  | 0   | 0  | 15  | 28  | 24    | 71  | 9    | 1   | 14  | 15  | 28  | 57  | .420 |     | .536 | 11.9 | 4.4  | 5.5  | 0.7 |

## Vida personal
Su vida personal estuvo marcada por la tragedia. Su primera mujer, Mederia, falleció poco después de su divorcio, en 1992, víctima de un aneurisma, y cinco años más tarde, su hijo, Marvin Jr., que jugaba su segundo año en la Universidad de Temple, falleció víctima de un ataque al corazón cuando sólo contaba con 19 años de edad.
Nueve días después de su 57 cumpleaños, el 4 de abril de 2009, fue encontrado muerto en la bañera de la habitación del hotel que ocupaba en Tulsa. Los médicos determinaron que la causa de su fallecimiento fue un fallo en su arteria coronaria.